# Piccolino (de Grandval)
Piccolino je opera o třech dějstvích francouzské skladatelky Clémence de Grandval na italské libreto Achilla de Lauzières-Thémines podle stejnojmenného vaudevillu Victoriena Sardoua z roku 1861. Premiéra opery se konala 22. prosince 1868 v pařížském divadle Théâtre Impérial Italien.

## Vznik, historie a charakteristika
Maria-Félicie-Clémence de Reiset, vikomtesa de Grandval (1828–1907), skladatelka a hostitelka jednoho z nejvýznamnějších hudebních salonů Paříže, začala svou kompoziční dráhu písněmi, ale od konce 50. let 19. století se pokoušela zejména o hudebně-dramatická díla. První z nich byla opereta pro Théâtre des Bouffes-Parisiens Lízin krejcar (1859), následovali Rózini snoubenci pro Théâtre-Lyrique (1863), Hraběnka Eva pro Baden-Baden (1864) a Kajícnice (1868) pro Théâtre de l'Opéra-Comique. Všechna tato díla byla jednoaktové operety či opery s mluvenými dialogy (opéra comique). Následující dílo, Piccolino podle velmi úspěšného (150 repríz v Théâtre du Gymnase) vaudevillu populárního dramatika Victoriena Sardoua z roku 1861. Jedná se o prokomponovanou tříaktovou operu a skladatelka ji zadala pařížskému divadlu Théâtre-Italien; proto také muselo být vyhotoveno italské veršované libreto, které napsal libretista a překladatel Achille de Lauzières-Thémines (1818?–1894), který přeložil řadu libret francouzských oper do francouzštiny. Jeho dílo bylo recenzenty velmi chváleno. Divadlo se Piccolina ujalo velmi pečlivě, byly vyhotoveny nové dekorace, z nichž zvláště dekorace krajiny u Tivoli byla pozoruhodná, až kritik Henri Dumont z časopisu La Comédie ironizoval, že „[p]an Bagier [= ředitel Théâtre-Italien] uvítal urozenou dámu-umělkyni z faubourg Saint-Germain přímo po knížecku.“
Při premiéře byla přítomna řada osobností pařížského hudebního života: D.-F.-E. Auber, Friedrich von Flotow, Georges Bizet, Ambroise Thomas, Victor Massé, Ernest Reyer, Camille Saint-Saëns, Józef Michał Poniatowski, Auguste Vaucorbeil, Léo Delibes a jiní. Vyjadřovali se o Piccolinovi příznivě a Gustave Bertrand v hudebním časopise Le Ménéstrel se na to odvolával: „Je třeba rozhodně počítat s paní de Grandval, a pokud se na tom shodují hudebníci, kritika a milovníci hudby by zdá se byli dosti bláhoví, kdyby se k tomu nepřipojili.“ Jedním z těchto hudebníků byl skladatel Ernest Reyer, který napsal velmi pochvalnou recenzi pro deník Le Journal des débats, v němž připomínal, že „výborná a nadaná hudebnice“ Grandvalová – podobně jako její učitel Flotow – spojuje francouzskou, německou a italskou hudební školu. Stavěl tuto operu jaksi na půl cesty mezi Grandvalové nedávno premiérovanou mší a operetou (rozumí se Kajícnice). Bertrandem citovaní skladatelé prý „[k]onstatují vznešené směřování tohoto nového talentu, um čerpaný z dobrých klasických zdrojů, svědomitost v práci, správně vokální charakter zpěvu, pečlivou orchestraci a velmi pozoruhodný způsob vedení sborů...“

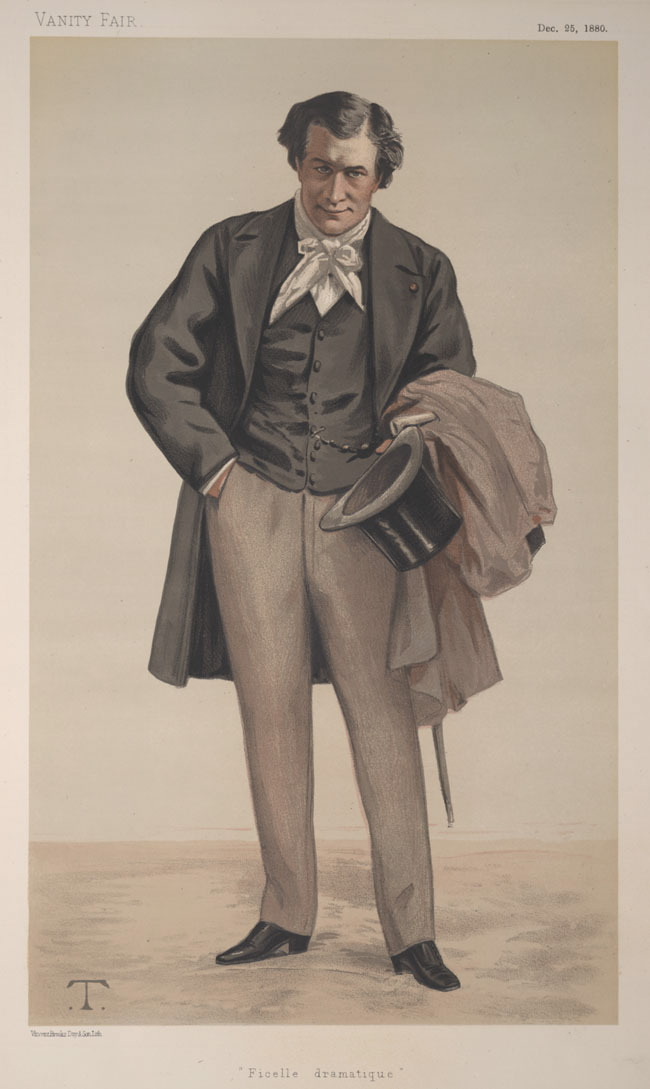
Autor předlohy libreta, dramatik Victorien Sardou, karikatura z časopisu Vanity Fair 1880

Už uvedení v Théâtre-Italien považoval za výhru Max Sacerdot v Le Théâtre illustré: „dílo paní de Grandval je velmi podařené. Jeho hudba je elegantní, zpěvná i dobře orchestrovaná a [Grandvalová] může být oprávněně hrdá na svůj malý úspěch – není snadné uspět před publikem zvyklým na partitury Rossiniho, Verdiho, Belliniho apod.“ Podobně i pro spisovatele Théophila Gautiera v Journal oficiel de l'Empire français už to, že Piccolino zaujal „místo v tomto divadle, kde se hrají mistrovská díla Rossiniho, Belliniho, Donizettiho, Verdiho a jiných italských mistrů [...] je dostatečný triumf.“

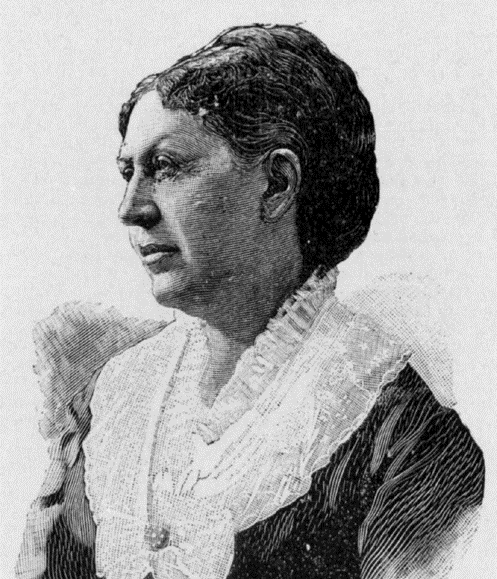
Clémence de Grandval

Existovaly však i zdrženlivější recenze. Tak historik hudebního divadla Albert de Lasalle v Le Monde illustré mínil, že „[p]okud jde o hudbu paní de Grandval, určitě vykazuje pokrok proti Kajícnici, Róziným snoubencům, Lízině krejcaru a některým jiným dřívějším produkcím téže autorky. Ale je myslím spravedlivé vyčkat až další zkoušky, než vytáhneme velká epiteta a výkřiky obdivu.“ Benoît Jouvin se v La Presse domníval, že „[v] Piccolinovi jsou dobré aspekty. Ale je třeba upřímně přiznat, že skladatelka psala pro italskou scénu a se zjevnou snahou dát zazářit italským hrdlům a přitom musela obětovat část své originality a učinit škole, která nemá její sympatie, nešťastné, ne-li přehnané ústupky.“ Na nedostatek originality si ostatně taktně stěžoval i Henri Moreno v Le Ménéstrel. Zpříma se vyslovil Henri Dumont: „Paní de Grandval má talent, ale génius jí zcela chybí; harmonická věda se ukazuje často, ale bujná inspirace nikdy. Každou chvíli jsme byli nuceni pozdravovat toho či onoho nepřítomného skladatele, jehož melodie bylo slyšet, ale co dělat? Jestliže si tito skladatelé nestěžují sami, neměli bychom to mistryni vytýkat jako zločin... A tak jsme smekli klobouk před pasážemi zkopírovanými z Flotowa, Gounoda, Donizettiho a mnohých jiných...“ (Proti této výtce nepůvodnosti Ernest Reyel Grandvalovou hájil.) Dumontoho celkové hodnocení, totiž že „[p]aní de Grandval napsala partituru, která není bez ceny. Její hudba uklouzne často, ale nikdy nespadne,“ je pořád lichotivější než noticka v Théâtre-Journal: „Hudba ujde, nic víc.“
Další konkrétní výtky směřovaly zejména k malému dramatickému cítění paní de Grandval; podle Théophila Gautiera její „největší slabinu je, že je spíše elegická než scénická, což nemůže napravit poněkud slabou a zdlouhavou akci libreta.“ Reyer svou ojedinělou výtku činí příliš hlučné, příliš „mužné“ instrumentaci, nadužívající pozouny a Grandvalové zvláště oblíbeny nástroj hoboj.
Grandvalová si musela v kritikách vyslechnout narážky na své postavení bohaté šlechtičny, jež píše opery jen z rozmaru a na niž nelze klást profesionální měřítka. Hájil ji například vážný skladatel Ernest Reyer: „Pokud by bylo v Paříži více amatérů […] schopných napsat takovou partituru jako Piccolino, profesionální umělci nebo lépe řečeno lidé od řemesla by si museli sbalit fidlátka a jít hrát na šalmaj do velkovévodství gerolsteinského nebo na ostrov Tulipatan.“ Amatérský status paní de Grandval (jako žena také profesionální skladatelkou být prakticky nemohla) byl přitom diskutován více než výjimečnost jejího pohlaví. Výslovně tuto okolnost komentoval například recenzent deníku Le Constitutionnel, proslulý novinář a divadelník Nestor Roqueplan: „Pro posuzování hudby paní de Grandval není třeba žádné dvornosti. Pokud si přece jen při poslouchání partitury Piccolina vzpomeneme, že autorem je žena, její pevná ruka a jistota doteku nám rychle připomene, že talent nemá pohlaví…“ Zato Paul de Saint-Victor v La Liberté byl o přirozeném pohlaví talentu přesvědčen, když tvrdil: „V talentu paní de Grandval není jen půvab, ale i síla a moc. Tento ženský zpěv má občas mužný přízvuk.“
Z jednotlivých částí si recenzenti často povšimli rozporu mezi tím, co preferovali hudebníci v hledišti, a tím, co se líbilo publiku. Tradičně aristokratické obecenstvo mělo rádo líbivé individuální árie dávající prostor k hlasové exhibici zpěváků, a tedy nejvíce druhé dějství, které jimi překypovalo, a v něm zejména švýcarskou romanci a chvalozpěv na Tivoli; podobně však soudili též recenzenti spíše dramatického než hudebního zaměření, jako Albert de Lasalle. Umělci oceňovali mnohem více třetí dějství (na které již většina diváků z lóží odešla), zejména tercet s výzvou k souboji a duet o odpuštění. Shodně bylo vysoce oceněno finále 1. dějství, kde navíc pěvecky i herecky vynikla představitelka titulní role Gabrielle Kraussová (zatímco výkony ostatních pěvců byly hodnoceny spíše střízlivě).
Pierre Véron v deníku Journal amusant sice hudbu Piccolina pochválil, ale varoval, že „u Italů [= v Théâtre-Italien] kusy zestárnou za pět šest večerů a vzápětí umřou, pokud nejsou opravdu nesmrtelné.“ Měl pravdu přispěvatel Théâtre-Journal, když se domníval, že vnější úspěch premiéry platil osobě autorky a příchuti novinky a nepromítne se do běžných repríz. Piccolino opustil plakáty Théâtre-Italien dosti brzy.
Sardou zamýšlel Piccolina spíše jako opéru comique; tisk hovořil o plánu přepracovat Grandvalové Piccolina do francouzštiny na opéru comique, ale zřejmě se tak nestalo. Když se Piccolino Grandvalové nedostal do francouzskojazyčných divadel, povolil skladateli Ernestu Guiraudovi, aby zpracoval znovu týž námět. Guiraudova opéra comique Piccolino měla premiéru 11. dubna 1876 v Théâtre de l'Opéra-Comique a byla vrcholem Guiraudovy kariéry, ani ona se však dlouhodobě neprosadila. Samotná Clémence de Grandval uvedla později již jen své nejambicióznější dílo, pětiaktovou historickou operu Mazepa. Ernest Reyer jí v recenzi Piccolina radil směřovat do nejvyššího operního stánku v Paříži, Pařížské opery, ale to se nepovedlo a Mazepa byl nakonec uveden v Bordeaux roku 1892.

## Osoby a první obsazení
| osoba                                                     | hlasový obor | premiéra (22. prosince 1868)                          |
| --------------------------------------------------------- | ------------ | ----------------------------------------------------- |
| Tidmann, presbyteriánský pastor                           | basbaryton   | Luigi Agnesi (vl. jm. Louis Ferdinand Leopold Agniez) |
| Federico, malíř                                           | tenor        | Ernesto Nicolini (vl. jm. Ernest-Jean Nicolas)        |
| Strozzi, florentský šlechtic                              | basbaryton   | Francesco Fallar                                      |
| Musarino, dudák                                           | baryton      | Napoleone Verger                                      |
| Marta a Piccolino                                         | soprán       | Marie-Gabrielle Krauss                                |
| Elena, Strozziova sestra                                  | mezzosoprán  | Eleonora Grossi                                       |
| Děti, umělci, venkované švýcarští a italští, služebnictvo |              |                                                       |
| Dirigent: don Juan Skozdopole                             |              |                                                       |
| Výprava: Charles-Prosper Bagier                           |              |                                                       |

## Děj opery

### 1. dějství

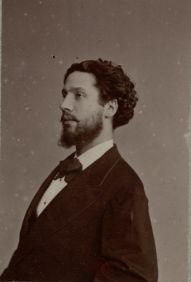
Napoleone Verger byl oceňován v úloze dudáka Musarina v Piccolinovi

(Lausanne, dům pastora Tidmanna) V domě pastora Tidmanna zdobí venkované a hlavně děti vánoční strom (sbor Quà i trastulli! Quà i cerrini!). Když odejdou k večeři, Tidmannova schovanka Marta, bledá a zasmušilá, si zoufá, že její milý malíř Federico nepřichází. Ale po chvíli ho ohlašuje pískaná píseň (recitativ a árie Marty Tutto per me finì! ... Orfanella, al mondo ascosa). Federico přichází, ale jen proto, aby se rozloučil. Tvrdí, že odjíždí jen nakrátko, ale je to lež; Marta pláče a Federico ji ujišťuje o své lásce (duet Marta! – Sei tu, amor mio! ... Ah! tu non sai qual m'agita... Parto, sì, a fedele nel core).
Když Federico odejde, rozsvítí se strom a všichni ho obdivují (scéna Como lieti essi son!). Právě včas přichází dudák Musarino se svou písní (árie Posto, posto al menestrello... Qui veggo l'albero). Všichni ho vítají a hostí. Dudák se prořekne, že odchází na dlouhou cestu po Itálii s Federicem. Mata si zoufá (scéna E facciam presto).
Tidmann vidí, že Marta není v pořádku. Vymámí z ní přiznání, že ji Federico svedl a opustil. Rozzlobený Tidmann je rozhodnut svůdníka osobně stíhat, přivést zpět a donutit k sňatku s Martou (dialog a duet Tu me fuggi! ... Qui t'accolsi il dì che iddio... Saprò quel seduttore). Marta ale nechce, aby kvůli ní pastor opustil rodinu a obec – kdo ví kde je malíři konec – a rozhodne se odejít a hledat Federica sama. Sbor zpívající Gloria in excelsis ji ještě na chvíli zdrží, ale pak se Marta definitivně rozhodne a spěšně Tidmannův dům opouští (finále – scéna se sborem No, non deve il pastore... Gloria nei cieli a Dio).

### 2. dějství
(Tivoli, venkovské prostranství s chrámem Sibyly, hostincem a studnou) Římský šlechtic Strozzi přivolal kočár k odjezdu; jeho sestra Elena, která se na místě dobře bavila, se zlobí. Strozzi jí vyčítá, že se z rozmaru zahleděla do malíře Federica. Elena se brání: v každém případě ona lásku nehledá, chce být volná a svobodná (scéna a Elenina árie Ebben? Questa vettura? ... No, no, non è si facile). Federico vyhledá Elenu a ta mu říká, že musí odjet do Říma. Ať ji vyhledá o karnevalu v paláci Ruspoliů, ale ať se střeže jejího bratra. Federico í plamenně vyznává lásku a Elena připouští, že o rovněž miluje, ačkoli láska je nestálá věc. Oba se srdceryvně loučí (dialog a duet Alfin! – Voi qui? ... Tu sei del mio core.. Partire! Partire! Crudele parola). Po její odchodu Federico přemítá, zda ji miluje – zatím ne, možná zítra. Přitom letmo vzpomíná na Martu (árie Ecco un pegno d'autor).
Musarino se přichází provázen vesničany a dalšími malíři a zpívá jim chvalozpěv na Tivoli (píseň se sborem Viva di Tivoli l'alma campagna). Federico jim zpívá píseň o životě, který je jako cesta – každá žena je zastávka na venkově a sňatek je cílové město. A jemu se líbí na vsi, po městě netouží (píseň se sborem La vita, amici, è un viaggio... Viva, viva Federico).

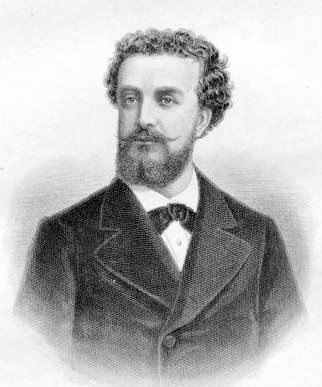
Ernesto Nicolini zpíval v Piccolinovi úlohu malíře Federica

Melancholická píseň ohlašuje příchod chlapce prodávajícího nábožné sošky – Marty v přestrojení vystupující pod jménem Piccolino (píseň Comprate i gessi miei). Klesá únavou a Federico se o Piccolina stará. Musarino a ostatní jdou připravit jídlo (Musarinova árie Andiam la messa ad aprestar). Federico se vyptává Picolina po jeho původu a mezitím ho skicuje. Dojde řeč na lásku a Federico ji odmítá: pro něj platí jen láska k umění. Piccolino mu protiřečí: láska naopak umění posiluje. Federico tvrdí, že Piccolino je ideální model, a zve ho, aby zůstal s jeho skupinou. Svaté sošky házejí společně do studny (dialog a duet Sola con lui mi lasciano! ... L'amore è una folia).
Když se Musarino a další vracejí, představuje jim Federico Piccolina jako nového souputníka. Ostatní ho vítají a Piccolino za odměnu zpívá smutnou švýcarskou píseň o nevěrném manželovi (píseň Sullo stel una rosa). Ale Musarino obrací řeč na veselejší věci; vede přípitek Picolinovi a všichni společně ještě jednou opěvují Tivoli (sbor Ommagio al novell'ospite... Viva di Tivoli l'alma campagna).

### 3. dějství
(Federicovo malířské studio v Římě, v době karnevalu) Malíři z okna ateliéru vedou s maskami na ulici souboj spočívající v házení konfet. Musariono zpívá karnevalovou píseň (sbor Giù, per voi brutti arlecchini! a píseň Evviva il carnevale). Federico se vrací; byl u Eleny, ale spadla mu maska a Strozzi ho poznal, brzy zřejmě dorazí sem. Federico se ptá po Piccolinovi. Ten lstí přiměje Federica a ostatní malíře, aby místo odchodu na jiné schůzky zůstali a pracovali. Zpívá jim k tomu píseň o chudé osiřelé švýcarské dívce, kterou svedl a opustil její milý. Federicovi je tento námět povědomý a neubrání se slzám (scéna a píseň Piccolino dov'è? ... In un villaggio elvetico). Pak odchází malíři na večeři (sbor A cenar si vada, ale Federico a Piccolno zůstávají. Dá se ohlásit Strozzi, který Federicovi vyhrožuje: buď okamžitě opustí město, nebo má zítra souboj. Federico se nenechá nabubřelým šlechticem zastrašit a výzvu přijímá, ač se Piccolino o něj bojí (scéna a tercet Piccolino, non parti? ... Tant'ardisci, insensato, ma trema).
Pak přichází Elena hledající Federica; nachází jen Piccolina/Martu. Piccolino se k Eleně chová nezdvořile; ta se nejprve durdí, ale pak pozná, co žádný z mužů nepoznal: Piccolino je ve skutečnosti žena, a nadto zamilovaná do Federica. Odhalená Marta se přiznává a vypráví svou historii a Elena jí slibuje pomoc (scéna a duet Non è qui Federico? ... Troppo piccola voi siete... Ebben, non v'ingannate).
Když přijde Federico, vyptává se ho Elena, jestli ji miluje – a co Marta? Jestli má Federico Elenu opravdu rád, ať se vrátí k Martě! Federico je tímto požadavkem překvapen, ale svoluje. Jen když po něm Elena chce, aby se s Martou oženil, zpěčuje se: muž si přece nemůže vzít ženu, která se mu už jednou oddala! To Martu – která se právě vrátila v ženském oděvu – raní. Federico zahnaný do kouta ji prosí o odpuštění; Marta ho nejprve uraženě odmítá, ale dlouho odolávat nedokáže (duet Federic a Eleny Vinse l'amor; costringere saprò l'infido cor a duet Federica a Marty Marta! Sei tu! Comprendo).
Malíři se vracejí z večeře (sbor A dormir si vada). Vrátí se i Strozzi s Elenou; Federico mu představuje svou (téměř) manželku Martu, dobrou přítelkyni Eleny. Strozzi se omlouvá za zjevné nedorozumění. Všichno provolávají slávu Piccolinovi/Martě a vítají šťastný konec (sbor Melodiosa armonica).